# Lycium chilense
Lycium chilense es una especie de arbusto perteneciente a la familia Solanaceae, originaria del sureste de Argentina y Chile.

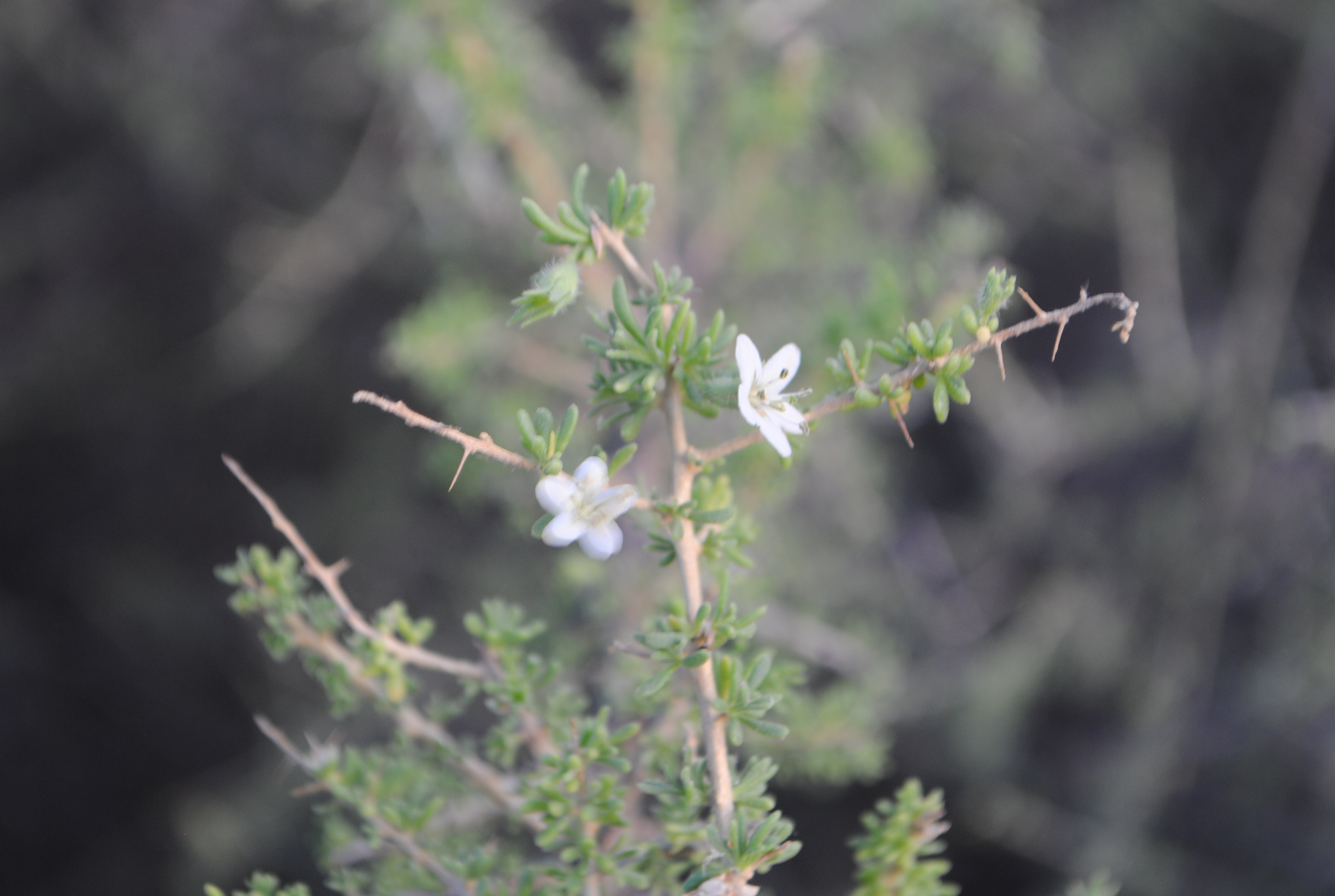
Flores

## Descripción
Es un arbusto que alcanza entre 0,5 y 2 m de altura. Tiene ramas delgadas con espinas. Las hojas son caducas. alargadas y puntiagudas, de 1 a 3,5 cm de longitud y 2 a 8 mm de ancho. Las flores son hermafroditas tienen forma de embudo, blanco con borde e interior amarillento o violáceo. El fruto es una baya globular de color rojo o naranja y contiene varias semillas.

## Taxonomía
Lycium chilense fue descrita por Carlo Luigi Giuseppe Bertero y publicado en Mercurio Chileno 15: 693. 1829.
Variedad
- Lycium chilense var. vergarae (Phil.) Bernardello

Sinonimia
- Lycium chilense var. chilense[3]